# Nová Ves (Bartošovice v Orlických horách)
Nová Ves v Orlických horách (německy  Neudorf) vznikla po roce 1714. Nachází se v Orlických horách na hranici s Polskem v okrese Rychnov nad Kněžnou, v Královéhradeckém kraji, asi 12 km od Bartošovic v Orlických horách. Patří do oblasti Sudet.

## Historie
Původně sloužila pro ubytování dělníků pro tehdejší sklárny. Po útlumu sklářského řemesla se stala zemědělskou a dřevařskou vesnicí.
21. září 1938 zde bylo přepadeno oddělení finanční stráže, viníci nikdy nebyli chyceni a oficiálně zůstávají neznámí.
Ves až do odsunu obývali zejména Němci (tehdy to byla ještě obec). Jeden z členů finanční stráže před válkou odhadoval, že zde žilo zhruba 2OO obyvatel, z toho 1 česká rodina, 2 smíšené a zbytek pouze německé. Češi i Němci zde žili v míru až do 2. světové války. V letech 1945 až 1946 byla naprostá většina rodin odsunuta. Jako msta bylo mnoho Němců popraveno, také bylo zničeno a vypáleno mnoho budov, včetně mlýna. O minulosti vsi vyprávěla pro Paměť národa Hildegarda Zemanová z jedné ze smíšených rodin.
V letech 1869–1930 byla samostatnou obcí, v roce 1950 byla vesnice součástí obce Neratov a v letech 1961–1980 byla vesnice součástí obce Bartošovice v Orlických horách.
V současné době je naprostá většina budov využívána k rekreaci.

## Významné stavby
Dříve zde byly nejméně 3 kaple, dochovala se pouze kaple svaté Anny.